# Pirae
Pirae és un municipi de la Polinèsia Francesa, situat a l'illa de Tahití, que es troba a les Illes del Vent (arxipèlag de les Illes de la Societat. Té 14.475 habitants i forma part de l'aglomeració de Papeete.

## Administració
| Període   | Identitat          | Partit                    |
| --------- | ------------------ | ------------------------- |
| 1965-2001 | Gaston Flosse      | Tahoeraa huiraatira       |
| 2001-2008 | Édouard Fritch     | Tahoeraa huiraatira       |
| 2008-     | Béatrice Vernaudon | O Porinetia To Tatou Ai'a |